# Justicia santapaui
Justicia santapaui es una especie de planta floral del género Justicia, familia Acanthaceae.

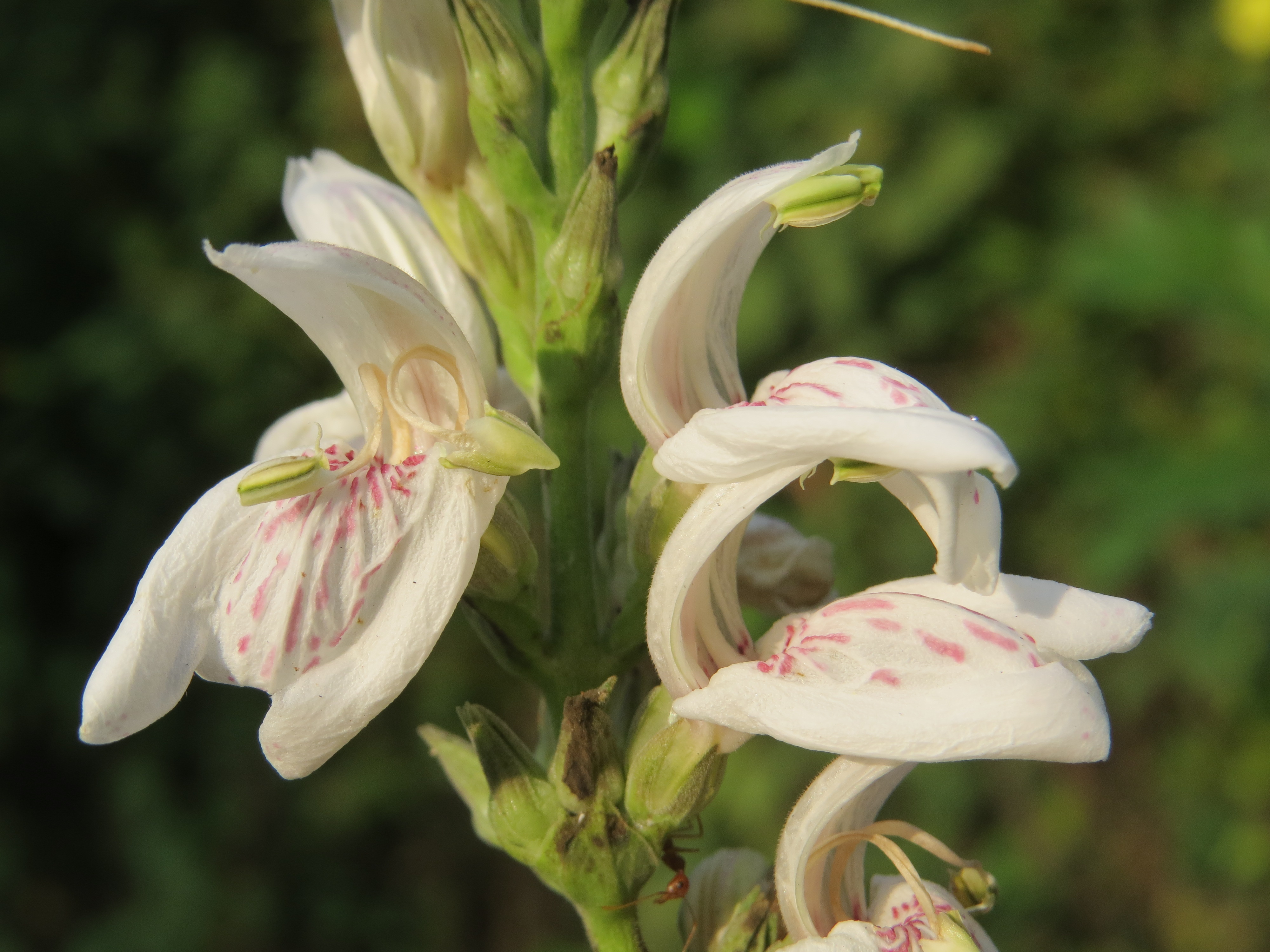
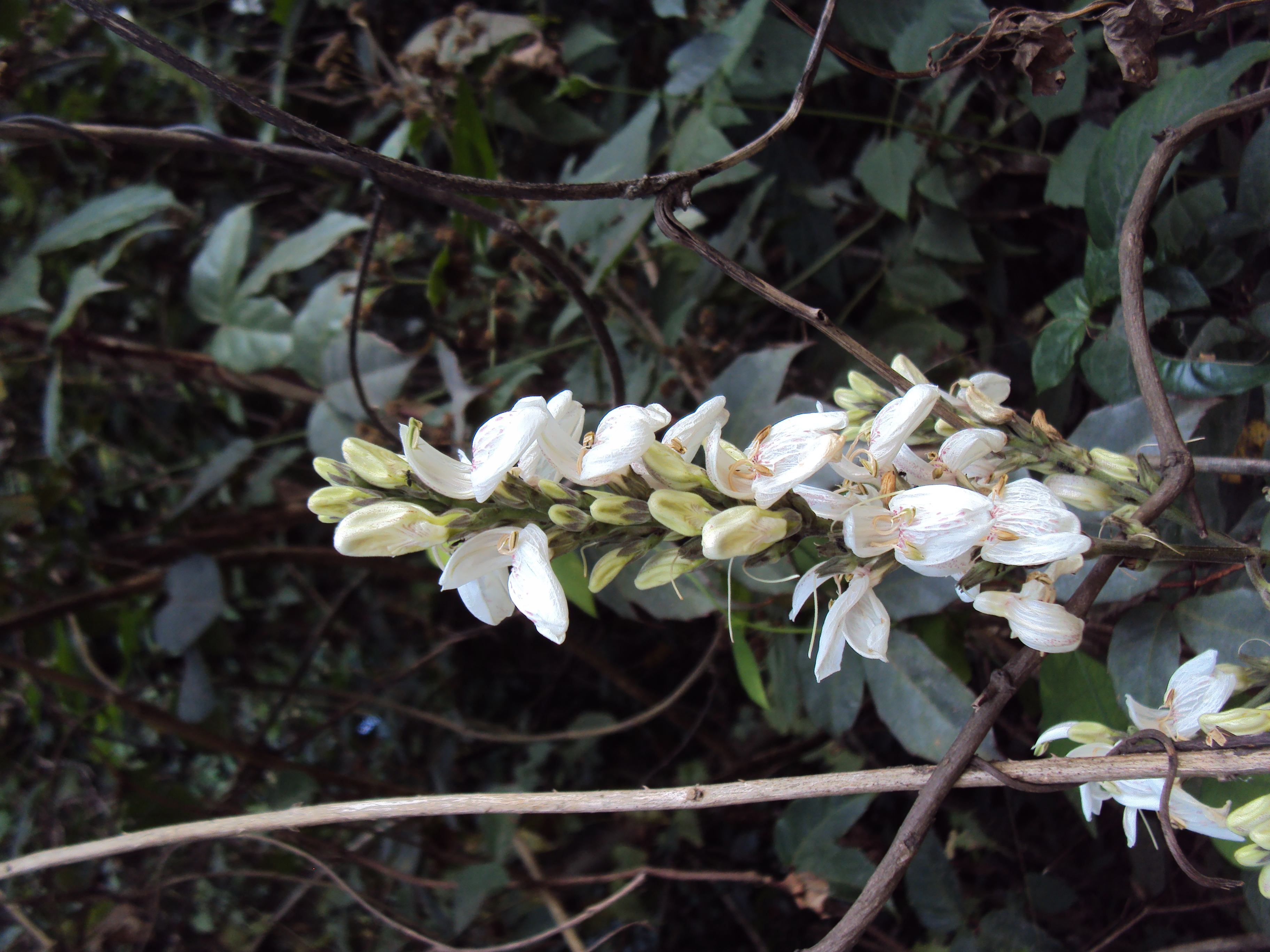
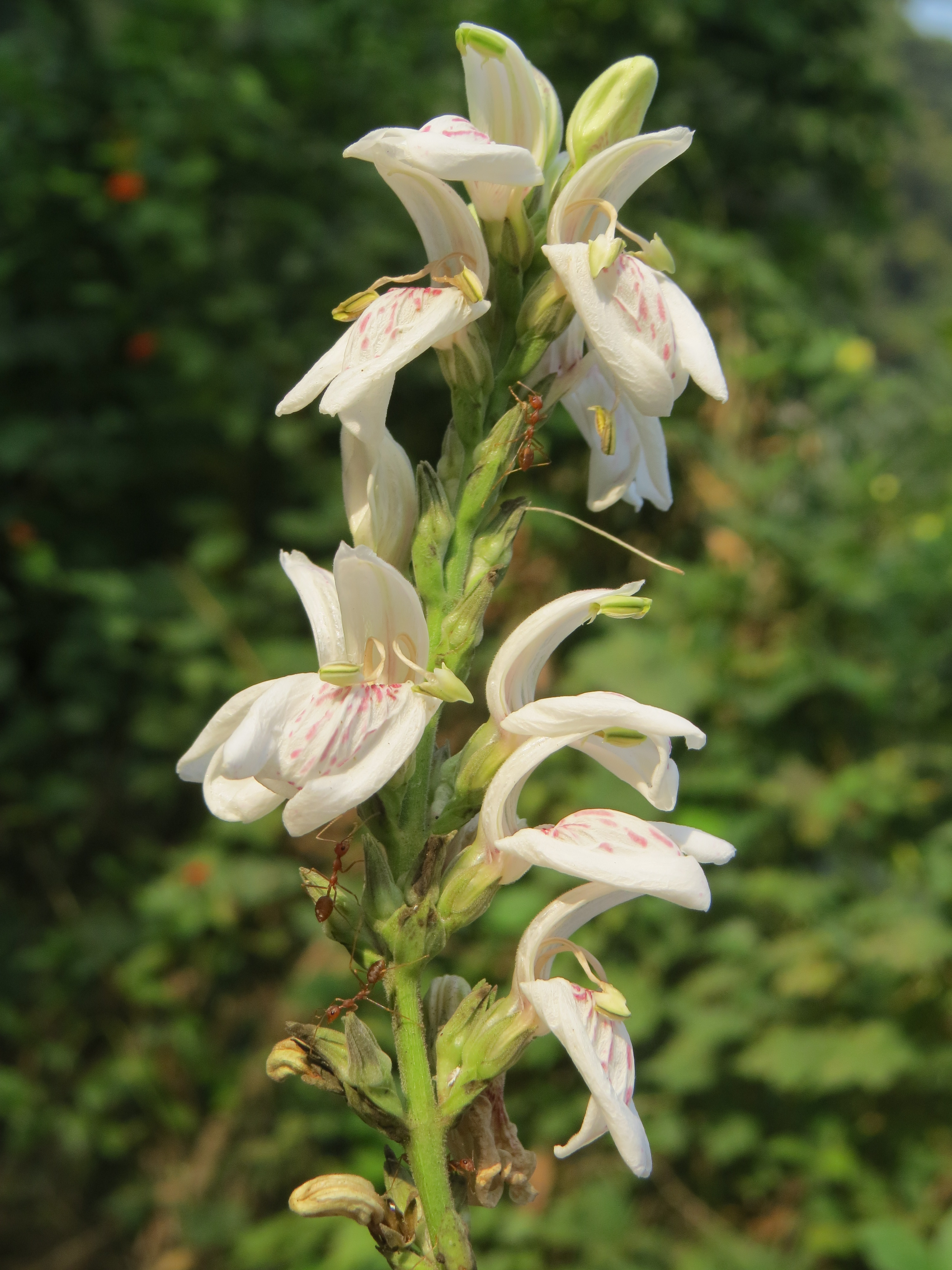

Es nativa de India.